# Bob Onder

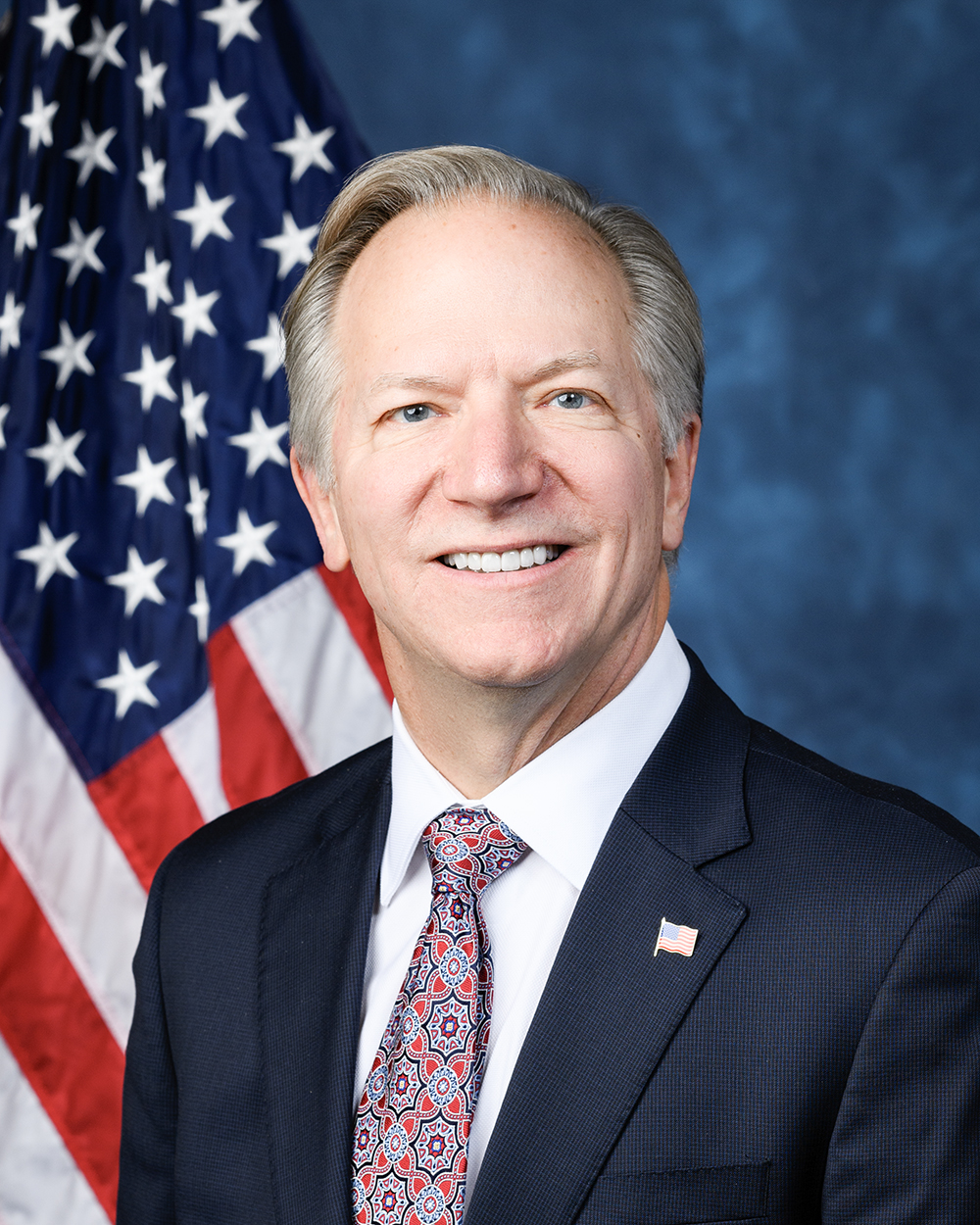
Bob Onder

Bob Onder (* 6. Januar 1962 in St. Louis, Missouri) ist ein US-amerikanischer Politiker (Republikanische Partei). Er war 2007 und 2008 Mitglied des Repräsentantenhauses von Missouri und von 2015 bis 2023 des Senats von Missouri. 2024 wurde Onder im 3. Kongresswahlbezirk seines Staates in das Repräsentantenhaus der Vereinigten Staaten gewählt.

## Leben
Bob Onder studierte zunächst an der Washington University in St. Louis Biologie und Wirtschaft und schloss dort 1983 ab. Es folgte ein Medizinstudium an derselben Universität in St. Louis. Der M.D. wurde ihm 1987 von der medizinischen Fakultät verliehen. Onder studierte an der Saint Louis University Rechtswissenschaft und beendete dieses Studium 1993 mit dem Juris Doctor. Er gründete während der Studienzeit an der Washington University eine gegen Abtreibungen gerichtete Gruppe namens Washington University Right to Life und während des Medizinstudiums eine Bioethikgruppe gegen das Klonen und Abtreibungen.
Er praktiziert als Arzt für Immunologie, Allergologie und Innere Medizin. 2006 war er Vorsitzender von Missourians Against Human Cloning.

## Politik
Von 2007 bis 2008 gehörte er dem Repräsentantenhaus von Missouri an. In dieser Zeit brachte er ein Gesetz ein, das es zu einer Straftat gemacht hätte, eine Frau zu einer Abtreibung zu verleiten.
Bei der Kongresswahl 2008 kandidierte er für das US-Repräsentantenhaus im damals 9. Kongresswahlbezirk. Er unterlag in der Vorwahl Blaine Luetkemeyer.
Bei der Wahl 2014 zum Senat von Missouri setzte Bob Onder sich in der republikanischen Vorwahl gegen zwei Kandidaten durch. In der Hauptwahl gab es 2014 keine anderen Senatorenkandidaten. Bei der Vorwahl 2018 hatte er in der Vorwahl keinen Gegenkandidaten und gewann die Hauptwahl mit 59,7 %. Im Senat war er Mitgründer des Missouri Senate Conservative Caucus.
Er war bei der Republican National Convention 2016 Delegierter und bei der Republican National Convention 2020 Ersatzdelegierter.
Als Blaine Luetkemeyer erklärt hatte, dass er bei der Kongresswahl 2024 nicht mehr kandidiere, gab Onder Anfang Februar 2024 seine Kampagne zur Wahl zum Vizegouverneur von Missouri auf und kandidierte nun im 3. Kongresswahlbezirk. In der Vorwahl setzte sich Bob Onder mit 45 % der Stimmen durch. In der Hauptwahl gegen die Demokratin Bethany Mann gewann er mit 61,3 %.

### Positionen
Bob Onder lehnt Abtreibungen seit 1973 ab. Er positionierte sich auch gegen das Klonen.
Wirtschaftspolitisch lehnt er übertriebene Regulierungen ab, forderte haushaltpolitische Verantwortlichkeit und unterstützte als Gesetzgeber Right-to-work-laws. Onder ist für Kryptowährungen und gegen Ausdehnungen von Obamacare.